# 磁胶书
磁胶书是一种特殊的书，将磁胶材料做成动物或人物或其他物品的形状，并且书页当中夹入铁粉，使动物、人物可以在书上靠磁力粘贴在书页上，磁胶书多用于儿童类书籍的圖畫書，用玩具搭配書本內容。